# Petelia fasciata
Petelia fasciata là một loài bướm đêm trong họ Geometridae.